# پادشاه ونسونگ
پادشاه ونسونگ (هانگول:원성)، (هانجا:元聖王)؛ (سلطنت: ۷۸۵~۷۹۸ میلادی) سی و هشتمین پادشاه شیلا بود او دوازدهمین نفر از نسل پادشاه نه‌مول بود او در سال ۷۸۵ میلادی به حکومت رسید.
او روابط خود را با تانگ چین حفظ کرد او در سال ۷۹۸ میلادی به دلیل بیماری مرد و در سرزمین جنوب در محلی به نام Bongdeoksa دفن شد. اصل و نسب دقیق پادشاه وونسونگ تا حدودی نامشخص است.
هنگامی که شاه سئوندئوک در ژانویه سال ۷۸۵ بر اثر بیماری درگذشت وونسئونگ تاج و تخت را به ارث برد و او را امپراتور جدید اعلام کردند.
وی شورش کیم جی جونگ را به همراه سانگدائه دونگ سرکوب کرد. او پس از مرگ پادشاه سئوندئوک با انتصاب وزرای خود به سلطنت رسید و با امپراطوری تانگ روابط دیپلماتیک برقرار کرد.
در چهارمین سال سلطنت شاه وون سونگ اداره (Dokseosampum) برای استخدام افراد با استعداد تأسیس شد و مکانی برای تشویق کشاورزی گسترش یافت. در سال ۷۸۶ زمانی که قحطی در گئومسئونگ و مناطق اطراف آن رخ داد او دستور داد ۶۰ هزار کوک غله دو بار بین مردم توزیع شود. به گفته سامگوک ساگی شاه وون سئونگ از نسل شاه موییل است.
امپراتور شیلا (وونسونگ) در سال ۷۸۸ برای اولین بار آزمون خدمات کشوری را بر اساس مدل چین تأسیس کرد.
پادشاه وون سئونگ در سال ۷۹۸ میلادی از دنیا رفت و علت مرگش مشخص نیست. او را در بونگدئوکسا به خاک سپردند و مقبره ای بزرگ برای او ساختند. پس از او نوه اش کیم جنونگ بر تخت نشست که بعدها به عنوان پادشاه سوسئونگ شناخته شد.